# Unreal Tournament
Unreal Tournament, también conocido como UT y llamado en ocasiones UT99, UT Classic, UT1, o UT:GOTY para diferenciarlo de sus sucesores (Unreal Tournament 2003, Unreal Tournament 2004, Unreal Tournament 3, Y Unreal Tournament 4), es un videojuego de acción en primera persona. Lanzado al mercado en 1999, es la continuación del juego Unreal de Epic Games, y su principal enfoque es la acción para multijugador. Compite directamente con el juego Quake III Arena de id Software, que salió al mercado diez días después. Si bien se considera que su competidor tiene una buena jugabilidad y un motor gráfico extensamente adoptado, UT tiene una inteligencia artificial superior, una movilidad más variada, y un "disparo alternativo" para las armas, lo que introdujo varios elementos más para la estrategia, más una larga variedad de capacidades multijugador.
Al igual que en su antecesor, la facilidad con la cual algunos jugadores pueden crear y lanzar modificaciones al núcleo del juego fue un factor clave que contribuyó a la longevidad del UT. El Unreal mejoró aún más la naturaleza amistosa para con las modificaciones de su predecesor con soporte para modificaciones y mutadores como Sniper Arena, Instagib, y más. Más adelante, los "clanes" de UT Classic, o equipos de juego, y la cantidad de sitios de comunidades, fanes y clanes dedicados al Unreal Tournament continúa sosteniendo la popularidad del juego, años después de su lanzamiento inicial.

## Sinopsis

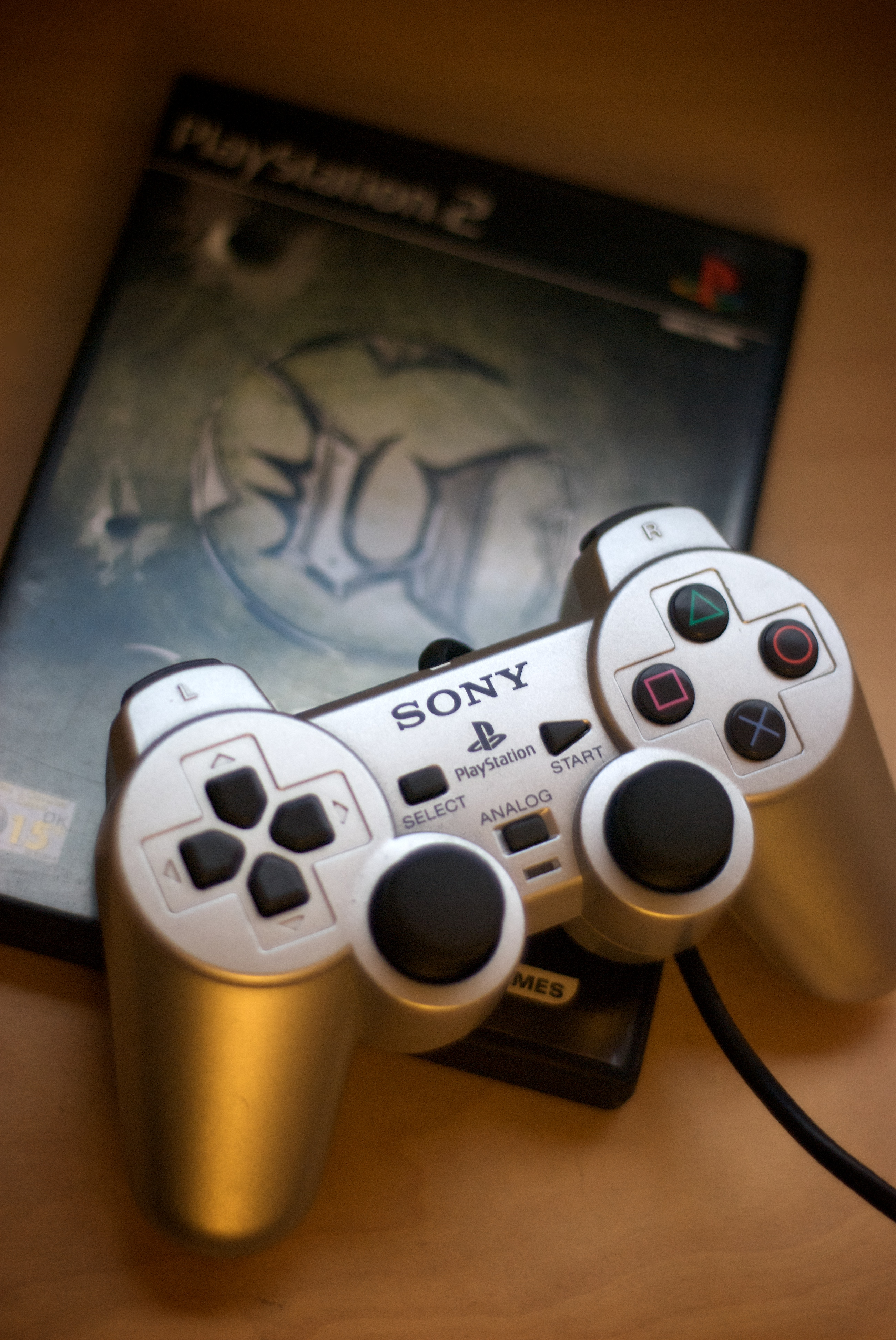
Unreal Tournament para PlayStation 2.

Esto es un desafío.  A cualquiera que alguna vez derribó a un hombre en un shooter 3D, y le gustó. Esta es tu última oportunidad para probar que tú eres el mejor de los mejores. Esta es una gladiadora arena del futuro. Esta es una prueba de un sólo jugador por fuego. Un campeonato deathmatch de peso pesado del universo.
-descripción de Unreal Tournament boxart.

## Inteligencia Artificial de los bots
UT es conocido y elogiado por su inteligencia artificial. El jugador puede elegir un nivel de dificultad (desde "Novato" -Novice- hasta "Semidiós" -Godlike-) que los bots usarán en los juegos multijugador y de un solo jugador. En el modo multijugador, los bots, además, pueden ser modificados cambiando su nombre, apariencia, puntería, preferencias de arma, estado de alerta, (awareness) y demás atributos. Más adelante, UT implementa, además, una opción de "auto-ajuste de dificultad" que, al ser activada, ajusta automáticamente la dificultad de la IA al nivel actual del jugador.
El programador de la IA del juego, Steve Polge, había llegado a la fama con anterioridad desarrollando y diseñando el Reaper Bot para el juego Quake, el primer oponente controlado por PC para juegos de ese estilo.

## Requisitos del sistema
Requisitos: 
Mínimos 
Pentium 200 MHz 
32 Mb RAM 
Recomendados 
Pentium 266 MHz 
64 Mb RAM 
Aceleración 3D 

## Equipos y Jugadores
En Unreal Tournament, se pueden hallar equipos, los cuales son tales como:

### Thunder Crash
Es la favorita actual gran ciudad. Luciendo un equilibrio calculado de fuerza y estilo, siempre se las arreglan el aplastamiento de la oposición y lucir bien al mismo tiempo.

#### Malcolm
La creación más brillante de FenTech, es un guerrero magnífico gracias a un cóctel de productos químicos. Esta máquina de matar sobrehumana funciona a base de estimulantes de adrenalina, catalizadores sinápticos y reguladores de impulso

#### Aryss
Una as de la aviación, ha usado su destreza y agilidad en los campos de batalla para incorporarse al equipo Thunder Crash

#### Azure
Hija de una familia muy adinerada, ha sido adiestrada por los mejores maestros de lucha de su época. Ha recibido tratamientos de ingeniería física de los hospitales más prestigiosos, y su habilidad como luchadora ha alcanzado casi la perfección

#### Othello
Tras la misteriosa muerte de su esposa, Othello dejó su trabajo como operador en la Comisión Financiera Cyon y ahora se gana la vida luchando en combates suicidas

### Iron Guard
el equipo veterano de guerreros de élite una vez sirvió como guardaespaldas personales a los poderosos traficante de armas Nynh Jihan, después del asesinato de Jihan, la Guardia de Hierro se encontraron desempleados y el torneo es un escenario ideal para dar rienda suelta a su agresividad.

#### Johnson
El poderoso traficante de armas Jihan Nynh compró a Johnson en el mercado negro de esclavos para que fuera su guardaespaldas. Es muy fuerte, y tiene un aguante increíble

#### Rylisa
No se sabe mucho sobre la vida de Rylisa o la razón por la cual se ha incorporado a Iron Guard casi todos los miembros del Guard luchan contra el N.G.T. (Nuevo Gobierno de la Tierra) y Liandri por algún motivo, pero Rylisa no ha revelado sus razones a ninguno de los miembros del grupo

#### Harlin
Harlin es un luchador magnífico con muchos años de experiencia a sus espaldas. Se incorporó al Iron Guard después de presenciar como las tropas de asalto del N.G.T. (Nuevo Gobierno de la Tierra) ejecutaban a su familia.

#### Lauren
Parece ser que Lauren era la amante de Jihan Nyhn. Sospecha que Liandri mandó a matar a Jihan, y se había unido al Iron Guard para descubrir la verdad

### Necris (Black Legion)
Un poderoso equipo de asesinos Necris Phayder que buscan dominar el torneo. Al destruir a Xan Kriegor, el corrupto Campeón del Torneo, la Legión cree que puede tomar el control de las operaciones Liandri.

#### Malakai
Malakai lucha para conseguir la gloria y causar devastación. Para Malakai al igual que para muchos otros Necris, el dolor es una sensación divina, y como muchas otras sensaciones, hay que saborearla con deleite

#### Freylis
Una blademaiden de rango superior, es una guerrera muy diestra y con mucha experiencia. Conoce bien las tácticas del equipo, y siempre acude cuando se la necesita

#### Kragoth
Le llaman el "Asesino espacial" y trabaja como francotirador para la sociedad secreta Phayder. Se rumorea que mató sin ayuda de nadie a toda la tripulación de un crucero espacial ICV. Liandri se niega a confirmar o desmentir esta información

#### Visse
Visse se deleita viendo sufrir a otros y desgarra a sus enemigos con un fervor implacable

#### Chryss
Al igual que Visse, disfruta destruyendo. Pero a diferencia de su hermana de sangre, no se deja llevar por la ira. Le gusta armas de largo alcance y tácticas sigilosas

### Blood Reavers
una organización de mercenarios y especialistas exmilitares, los Blood Reavers se interesan por la fama y la fortuna. Tratan de ganar el torneo por el premio que la victoria le ofrece: la riqueza y el poder casi ilimitado.

### Raw Steel
Sólo los hombres se permiten en la fuerza combatiente conocido como "Raw Steel". Una amalgama de músculos humanos y metales polyfoam, fuerza "Raw Steel"  sustenta fuerza y poder sobre todas las demás virtudes

### Dark Phalanx
Los Dark Phalanx son una colección honorable de los especialistas militares. Todos han demostrado su eficacia en la guerra humana / Skaarj y ahora buscan la gloria en las filas del Torneo

### Venom
Venom es una facción de elite de guerreras y atletas. Todos los miembros son mujeres y todas las luchas son para su propio placer

### Red Claw/Iron Skull
La N. E. G. ha reconocido la superioridad de Skaarj Guerrero como una máquina de combate militar, como quedó claro en las brutales guerras Skaarj humanos. El híbrido Skaarj es el resultado de una investigación militar secreta utilizando el ADN de los seres humanos y skaarjs realizado después de la captura de un buque de exploración Skaarj. Si se demuestra en la batalla del torneo, el híbrido será una fuerza líder en operaciones de la base de la estructura

### Metal Guard
Los Metal Guard son un equipo del Torneo humano. Todos los miembros usan máscaras faciales. Todos ellos están con un buen lavado el cerebro o trastornos psicóticos, siendo los siervos de Xan Kriegor, al igual que The Corrupt.

### The Corrupt
The Corrupt son un equipo de los grandes competidores cibernéticos Liandri del Torneo. Ellos son humanos construidos e introducidos (y propiedad de la ) por la Corporación Minera Liandri. 
Todos los miembros se ven robóticos, pero se basan en diseños diversos. Muchos fueron derrotados y reprogramados como rebeldes de la sublevación Robot LBX-7683. Estos fueron diseñados originalmente para la minería y el trabajo pesado. Otros fueron construidos originalmente para fines publicitarios o de entretenimiento, sus diseños fueron inspirados por lo general por la forma humana femenina. Algunos fueron diseñados para ser guerreros de la tierra para arriba. 
The Corrupt son quizás más conocidos por su líder, Xan Kriegor.

## Modos de juego
Si bien han sido lanzadas varias modificaciones como tipos de juego para Unreal Tournament, tales como Monster Hunt, Frag Ball, UT Soccer y más, estos son los tipos de juego multijugador originales que vienen con el juego.

### Deathmatch
También conocido como DM o Combate mortal, es el típico duelo todos-contra-todos, cada uno por su lado. El objetivo es tener la mayor cantidad de frags (muertes hechas por el jugador) al finalizar el tiempo, o ser el que llegue al límite de frags establecidos en la partida. Una de las modalidades más conocidas que se derivan de este modo es el uno-contra-uno, también conocido como 1on1 o Duelo.

### Team Deathmatch
Conocido además como TDM o Combate mortal por equipos. Aquí, las reglas de juego son las mismas que en Deathmatch, es decir, que el ganador (esta vez, "equipo" en lugar de "jugador") es aquel que llegue al límite de frags establecidos en la partida, o aquel que, al terminar el tiempo, sea el que posea mayor cantidad de frags. Hay de 2 a 4 equipos compitiendo entre sí para ser el ganador.

### Capturar la bandera
También conocido como CTF o Capture The Flag. Los jugadores compiten en equipos para tomar la bandera del equipo rival y llevarla a su propia base, a la vez que defienden la suya. Los equipos competitivos deben tener una gran cuota de trabajo en equipo. Los equipos deben defender su base de los ataques rivales, a la vez que se infiltran en la base enemiga, toman su bandera, y regresan a su base. Esto requiere que el equipo proteja bien a su portador de los enemigos para poder cumplir su objetivo.

### Dominación
DOM, Domination. Los equipos compiten para controlar varios puntos de control (estos aparecen en el mapa como una X gigante que cambia de forma y color según el equipo que lo controle) con el objetivo de sumar puntos y ganar la partida. Los mapas estándar contienen tres puntos. Se pueden controlar los puntos ya sea con la ocupación total del territorio (ocupando físicamente el espacio) o desde una distancia. Aquí, nuevamente, hay de 2 a 4 equipos compitiendo por el mismo objetivo.

### Último hombre en pie
LMS, o Last Man Standing. Similar a DM, el objetivo es ser el único jugador en pie de la partida, poniendo más énfasis en la protección propia que en las muertes hechas. Los jugadores tienen un número específico de vidas, y al quedarse sin ellas, pierden, y se quedan como espectadores hasta el final de la partida.

### Asalto
AS, Assault. Este tipo de juego cuenta con dos equipos, uno asaltando la base y el otro defendiéndola; y dos rondas, una de ataque por parte de un equipo, y la otra, en la que se invierten los roles. Cuando un equipo defiende en la segunda rueda, debe hacerlo durante el mismo tiempo en el que fue atacado en la ronda inicial. Si puede cumplir estos objetivos, gana el mapa.

## Armas
Unreal Tournament tiene una gran selección de armas, más algunas que se han introducido en mapas personalizados o a través de mutadores. El juego se destaca por sobre otros juegos de acción en primera persona de su clase, por su modo de disparo secundario, una característica que no aparece en su competidor, Quake III Arena. Típicamente, las armas varían desde armas cuerpo-a-cuerpo, motosierras, armas de fuego pistolas, ametralladoras, armas de plasma, lanzamisiles y armas con rastreo de objetivo o "hitscan". Unreal Tournament también posee un arma nuclear, llamada Redentor, (Redeemer en la versión inglesa) un misil que causa una gran explosión y onda de choque que vaporiza a los jugadores al instante. Presumiblemente, esta sea el arma más poderosa que trae el juego.
Asumiendo que no se usan mutadores, el jugador siempre comienza con dos armas, un arma cuerpo-a-cuerpo, que es un Martillo de impacto neumático (Impact Hammer) y la otra, una pistola semiautomática, el Reforzador o Enforcer. Mientras el jugador se mueve por el mapa, este puede conseguir otra clase de armas o munición dispersas por todo el mapa. Las armas que se pueden encontrar en el UT son las siguientes:
- La Chainsaw o Motosierra: una de las armas cuerpo-a-cuerpo del juego, sólo accesible en mapas de terceros o a través del mutador Chainsaw meleé. (Arma cuerpo-a-cuerpo: Motosierra) Se trata de una motosierra, que puede ser lanzada al oponente directamente, o ejecutada de forma horizontal, generalmente decapitando a aquellos que se crucen en el camino del jugador.
- El Translocator o  Translocalizador: módulo de teletransporte. El primer disparo lanza el módulo, el disparo alternativo teletransporta al usuario a la ubicación del módulo. El módulo lanzado puede ser destruido, haciendo que el usuario muera al teletransportarse al módulo dañado. Se pueden hacer "telemuertes"; éstas ocurren cuando el usuario lanza el módulo a un rival y se teletransporta en el mismo momento en que el rival pisa el módulo. Si está activo en las opciones, el jugador comienza con esta arma.
- El Impact Hammer o Martillo de impacto: otra arma cuerpo-a-cuerpo del juego, consiste en un martillo que puede ser cargado o lanzado directamente contra el objetivo. También puede desviar proyectiles, y se puede ejecutar el salto "Impact jump", de la misma manera que se ejecuta un "Rocket jump", es decir, llevando el campo de visión del usuario hacia abajo, cargando el disparo primario del martillo, saltando, y liberando el disparo apenas comenzó el salto. A mayor carga, más lejos irá el salto. Todos los jugadores, a menos que se haya elegido el mutador Chainsaw meleé, comienzan con esta arma, también es una de las armas más usadas, puesto que al término de la munición de todas las demás armas esta vuelve a tus manos sin poder cambiar de arma.
- El Enforcer o Reforzador: una de las armas con las que comienza el jugador. Se trata de una pistola que tiene dos modalidades de disparo: una "directa" y la otra "lateral", con esta última los disparos tendrán más dispersión. Se pueden juntar dos de estas para conseguir un "Akimbo", esto es, un disparo con dos armas iguales, lo cual puede aumentar tanto el daño como la frecuencia de fuego.
- El Bio-Rifle: esta arma lanza globos de limo tóxico (derivados del taridio). El disparo secundario carga este limo para lanzar uno más grande, que al tomar contacto con el suelo, se disuelve en partes más pequeñas pero si cae directo en un enemigo, este muere al instante.el limo además al ser tan inestable explota al juntarse con otro globo de limo esto se puede usar para taponar puertas y crear trmpas letales
- El Shock Rifle o Rifle de choque: el arma insignia de la serie Unreal. Su disparo primario lanza un rayo de plasma(a gran velocidad), y su disparo secundario lanza una bola de plasma, que va más lenta que el rayo. Lo que hace especial a esta arma, sin embargo, es la combinación de sus dos disparos. Al disparar la bola, y luego dispararle a esta un rayo de plasma, se crea una explosión que afecta a todos los entes que están a su alrededor. Si antes de comenzar la partida se selecciona el mutador "Insta-Gib", transformara a estos en rifles de choque mejorados, similares a los otros, pero el arma es roja, su único disparo (primero y segundo), es un rayo de plasma similar al del original, pero rojo, capaz de mutilar a un enemigo al instante, aunque pierdes todas las otras armas al seleccionar Insta-Gib, a diferencia de las otras armas de fuego, esta tiene munición infinita.
- El Pulse Gun o Arma de impulso: arma de plasma que lanza bolas de plasma rápidamente como disparo primario, y un rayo que llega hasta 3 metros como disparo secundario. Este último puede causar enormes daños en poco tiempo.
- El Link Gun o Arma de enlace: arma similar al arma de impulso que la reemplaza en algunas versiones del juego, la diferencia con la anterior es que el disparo secundario se puede sumar a otro disparo secundario del mismo equipo haciendo más daño al enemigo. Al igual que la anterior se puede hacer explotar la bola de plasma del disparo primario con el secundario para hacer una explosión.
- El Ripper o Destripador: esta arma puede lanzar discos que rebotan en las superficies y pueden rebanar las partes del cuerpo e incrustarse en él hasta cortar cabezas (disparo primario), o lanzar discos que explotan al instante ya sea con el suelo o con algún jugador (secundario)
- La Minigun o Ametralladora: la ametralladora del juego, cuyo disparo principal tiene gran precisión pero baja frecuencia, y su disparo secundario tiene mayor frecuencia, pero también mayor dispersión. Muchos jugadores utilizan el disparo primario para grandes distancias, y el secundario para espacios cerrados o con mucho movimiento.
- El Flak Cannon o Cañón antiaéreo: otra de las armas insignia del juego, cuyo disparo principal lanza esquirlas calientes al oponente, mientras que el disparo secundario lanza una granada de mortero que explota al impactar contra cualquier superficie o ente. El disparo primario es más efectivo si se usa de cerca y el secundario si se dispara desde grandes alturas.
- El Rocket Launcher o Lanzacohetes: esta arma dispara hasta 6 cohetes de forma lineal (si se lo mantiene presionado) como disparo primario, y hasta 6 granadas (idem) como disparo secundario. Si se mantiene la mira sobre un oponente, esta cambia, y el próximo disparo será teledirigido, si bien no siempre es certero. Cuando se presiona el botón de disparo primario, y antes de salir el disparo, se pulsa el secundario, los cohetes van a una misma dirección.
- El Sniper Rifle o Rifle de precisión: el arma de francotirador, segundo disparo es en realidad una mira para agrandar la visión y obtener una mayor puntería, a costa de no saber qué pasa alrededor. Aún con esta desventaja, este rifle puede acabar con la cabeza del oponente de un solo disparo.
- El Redeemer o Redentor: el "arma pesada" del juego. El disparo primario lanza un misil con micro-ojiva nuclear en línea recta que causa una gran explosión al impactar contra alguna superficie u objeto. Todo jugador que esté en el radio cercano a campo abierto de dicha explosión queda evaporizado a menos que cuente con un cinturón protecton y 199 puntos de salud en ese caso solo le restara 1 punto de salud. El disparo secundario permite tomar el control del misil así como una vista frontal del mismo usando una cámara integrada que este posee para dirigirlo hacia un objetivo específico, tomando solo el mando del mismo, sin hacerse cargo del cuerpo que lo maneja (este se transforma en lo que se conoce como "sitting duck"). Si se le dispara al misil bajo esta condición, éste explota sin activar la carga nuclear.
- La InstaGib: se puede acceder a ella a través de mapas de terceros o con el mutador InstaGib, esta arma básicamente es lo mismo que el Shock Rifle, solo que dispara un rayo de color rojo el cual mata al instante, puede ser una gran ventaja como una desventaja.

## Música
La banda sonora de este juego nunca fue comercializada ni reconocida oficialmente, sin embargo, los usuarios la extrajeron del juego. Se utilizó música trackeada para la banda sonora a diferencia de la música de CD que se empleó en Quake, lo cual resultó en una buena calidad y menos espacio en disco. La banda sonora se encontraba en formato Impulse Tracker dentro de los paquetes UMX del juego.
La música corrió a cargo de Straylight Productions con Alexander "Siren" Brandon a la cabeza, y Michiel Van Den Bos, que colaboró aunque no pertenecía al grupo.
Compositores:
- Alexander "Siren" Brandon
- Michiel "M.C.A." Van Den Bos
- Dan "Basehead" Gardopée
- Peter "Skaven" Hajba
- Andrew "Necros" Sega
- Tero "Teque" Kostermaa
- Kai-Eerik "Nitro" Kompaa

NOTA: No hay ningún orden de pistas establecido. El orden mostrado aquí es el mismo que suena mientras se juega en modo de un solo jugador.
| Unreal Tournament |                        |                                         |          |  |
| N.º               | Título                 | Escritor(es)                            | Duración |  |
| 1.                | «Opening»              | Alexander Brandon & Michiel Van Den Bos | 1:23     |  |
| 2.                | «Menú»                 | Alexander Brandon                       | 2:00     |  |
| 3.                | «The Course»           | Michiel Van Den Bos                     | 4:28     |  |
| 4.                | «Nether Animal»        | Michiel Van Den Bos                     | 5:00     |  |
| 5.                | «Into the Darkness»    | Alexander Brandon                       | 2:43     |  |
| 6.                | «Mechanism Eight»      | Andrew Sega                             | 6:14     |  |
| 7.                | «Run»                  | Michiel Van Den Bos                     | 4:29     |  |
| 8.                | «Mission Landing»      | Michiel Van Den Bos                     | 4:13     |  |
| 9.                | «FireBR (Fire Breath)» | Teero Kostermaa & Kai-Eerik Kompaa      | 3:15     |  |
| 10.               | «Lock»                 | Alexander Brandon                       | 2:44     |  |
| 11.               | «Foregone Destruction» | Michiel Van Den Bos                     | 4:14     |  |
| 12.               | «BotMCA #10»           | Michiel Van Den Bos                     | 4:12     |  |
| 13.               | «Razorback»            | Peter Hajba                             | 4:43     |  |
| 14.               | «Cannonade»            | Michiel Van Den Bos                     | 1:55     |  |
| 15.               | «Enigma»               | Dan Gardopée                            | 3:24     |  |
| 16.               | «Save Me»              | Alexander Brandon                       | 1:51     |  |
| 17.               | «Underworld 2»         | Alexander Brandon                       | 3:09     |  |
| 18.               | «Seeker»               | Dan Gardopée                            | 3:26     |  |
| 19.               | «Skyward Fire»         | Michiel Van Den Bos                     | 4:56     |  |
| 20.               | «Colossus»             | Michiel Van Den Bos                     | 4:17     |  |
| 21.               | «BotPack #9»           | Michiel Van Den Bos                     | 4:49     |  |
| 22.               | «Go Down»              | Alexander Brandon                       | 2:59     |  |
| 23.               | «Three Wheels Turning» | Alexander Brandon                       | 2:25     |  |
| 24.               | «SuperFist»            | Alexander Brandon                       | 1:57     |  |
| 25.               | «Phantom»              | Alexander Brandon & Michiel Van Den Bos | 5:50     |  |
| 26.               | «Organic»              | Alexander Brandon                       | 3:03     |  |
| 27.               | «Room of Champions»    | Alexander Brandon                       | 2:15     |  |
| 28.               | «Ending»               | Alexander Brandon                       | 1:09     |  |
| 98 min.           |                        |                                         |          |  |

## Juegos relacionados
- Unreal
- Unreal II: The Awakening
- Unreal Tournament 2003
- Unreal Tournament 2004
- Unreal Tournament 3
- Unreal Championship
- Unreal Championship 2